# Plectiscidea indomita
Plectiscidea indomita är en stekelart som beskrevs av Rossem 1987. Plectiscidea indomita ingår i släktet Plectiscidea och familjen brokparasitsteklar. Inga underarter finns listade i Catalogue of Life.